# بیسترتس، استان دوبریچ
بیسترتس (به بلغاری: Bistrets) روستایی در بلغارستان است که در شهرستان کروشاری واقع شده‌است.